# 라이트 라이블리후드 어워드

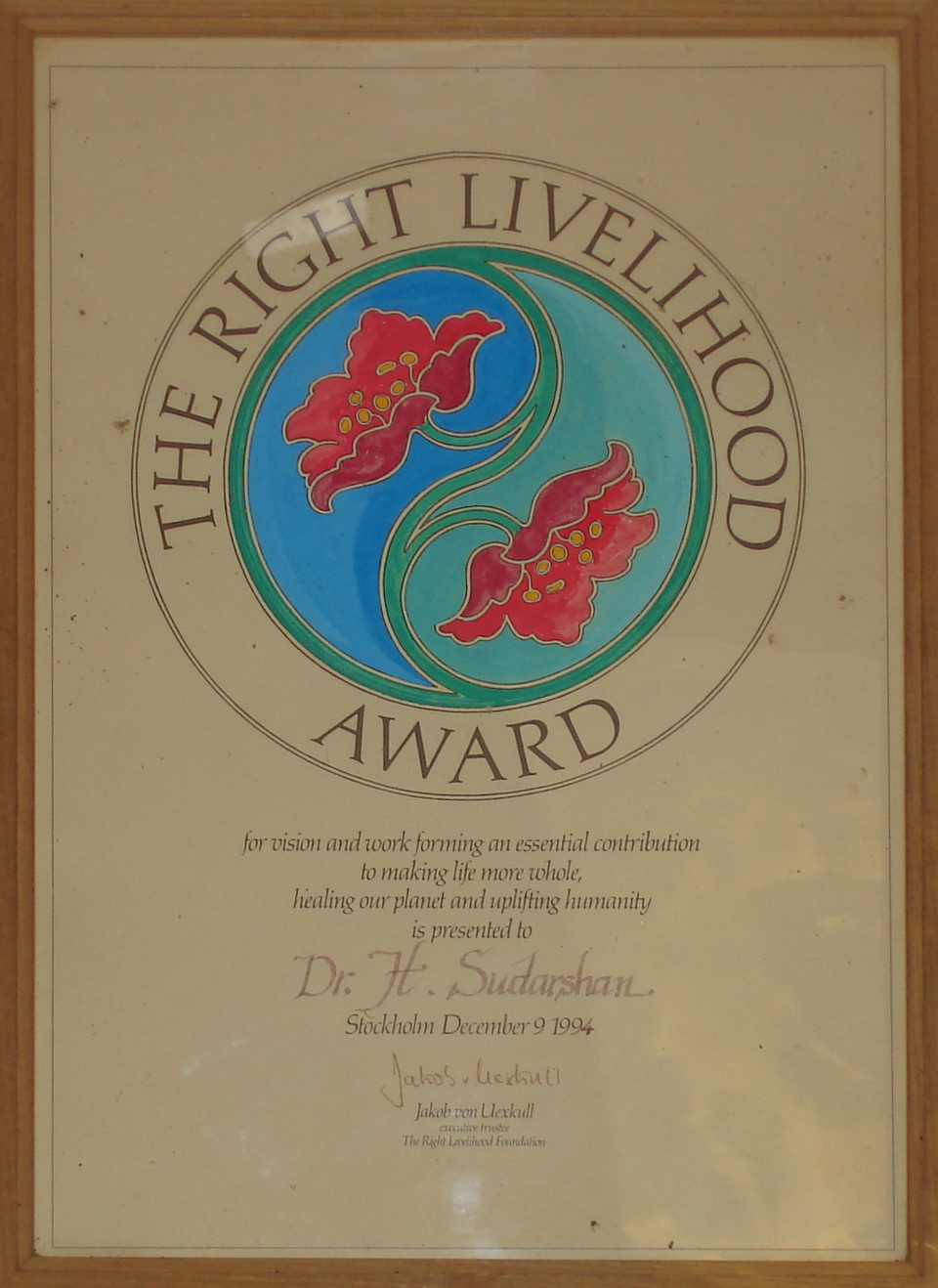

라이트 라이블리후드 어워드(영어: Right Livelihood Award)는 1980년에 스웨덴의 자선가이자 국회의원인 야콥 폰 윅스쿨  (Jakob von Uexkull)에 의해 창설되었다. 오늘날 우리가 직면한 가장 시급한 문제에 대한 실용적이고 모범적인 답변을 제공하는 사람들을 존중하고 지원한다는 취지의 국제상이다. 환경보호, 인권, 지속 가능한 개발, 건강, 교육 및 평화와 같은 분야에서 수상자를 선정하여 매년 12월 초에 발표한다.